# Heptathela
Heptathela – rodzaj pająków z rodziny Liphistiidae.

## Gatunki
Rodzaj obejmuje 25 gatunków:
- Heptathela abca Ono, 1999 — Wietnam
- Heptathela amamiensis Haupt, 1983 — Wyspy Riukiu
- Heptathela australis (Ono, 2002) — Wietnam
- Heptathela bristowei Gertsch, 1967 — Chiny
- Heptathela ciliensis Yin, Tang & Xu, 2003 — Chiny
- Heptathela cipingensis (Wang, 1989) — Chiny
- Heptathela cucphuongensis Ono, 1999 — Wietnam
- Heptathela goulouensis Yin, 2001 — Chiny
- Heptathela higoensis Haupt, 1983 — Japonia
- Heptathela hunanensis Song & Haupt, 1984 — Chiny
- Heptathela jianganensis Chen et al., 1988 — Chiny
- Heptathela kanenoi Ono, 1996 — Wyspy Riukiu
- Heptathela kikuyai Ono, 1998 — Japonia
- Heptathela kimurai (Kishida, 1920) — Japonia ("kimura-gumo")
  - Heptathela kimurai yanbaruensis Haupt, 1983 — Okinawa
- Heptathela luotianensis Yin et al., 2002 — Chiny
- Heptathela mangshan Bao, Yin & Xu, 2003 — Chiny
- Heptathela nishikawai Ono, 1998 — Japonia
- Heptathela shei Xu & Yin, 2001 — Chiny
- Heptathela suoxiyuensis Yin, Tang & Xu, 2003 — Chiny
- Heptathela tomokunii Ono, 1997 — Wietnam
- Heptathela wosanensis Wang & Jiao, 1995 — Chiny
- Heptathela xianningensis Yin et al., 2002 — Chiny
- Heptathela yaginumai Ono, 1998 — Japonia
- Heptathela yakushimaensis Ono, 1998 — Japonia
- Heptathela yunnanensis Song & Haupt, 1984 — Chiny